# 佐藤勝巳
佐藤 勝巳（さとう かつみ、1929年3月5日 - 2013年12月2日）は、日本の人権活動家。雑誌編集者。
「北朝鮮に拉致された日本人を救出するための全国協議会（救う会）」初代会長である。現代コリア研究所所長。

## 略歴
新潟県出身。元日本共産党員。旧制中学を卒業後、新潟県立巻高等学校を中退し、川崎汽船に勤務するが、1950年、労働組合専従だったためにレッドパージを受け失職。在日朝鮮人の帰還事業に参加し、北朝鮮から2度（1962年11月10日、1964年9月23日）にわたり勲章（「朝鮮民主主義人民共和国赤十字栄誉徽章」）を授与される。在日韓国・朝鮮人差別反対運動にもかかわった。
その後、北朝鮮の実態に失望し、日本共産党を脱党、反北朝鮮的立場へと転向した。北朝鮮に拉致された日本人の救出運動に乗り出したが、一方で自らが北朝鮮へ送り出した人々の支援救出運動にはかかわらなかった。

### 年譜

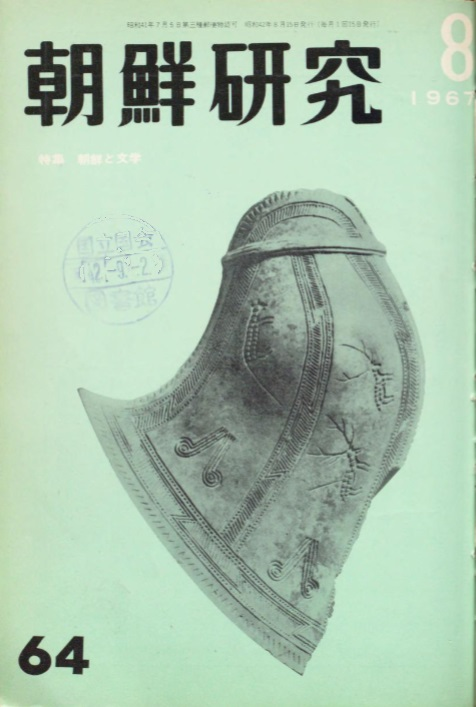
『朝鮮研究』1967年8月号

- 1957年、新潟市で民主商工会活動に参加。
- 1958年、在日朝鮮人の祖国帰国実現運動に1984年まで参加。
- 1960年、日朝協会新潟支部専従事務局長。帰国運動と日韓会談反対運動に参加。
- 1962年、『朝鮮研究月報』が創刊[1]。
- 1964年
  - 上京。日本朝鮮研究所所員となる。
  - 6月号より『朝鮮研究』に誌名変更。
- 1965年、日本朝鮮研究所の事務局長に就任。
- 1968年、金嬉老事件裁判で特別弁護人を務める。
- 1969年、出入国管理令改正反対運動に参加。
- 1970年、日立就職差別事件裁判にて原告補佐人。以後、個人に対する多くの反民族差別運動に関与。この後、反北朝鮮的立場へ転向、「研究所」も編集方針を転換した。
- 1984年
  - 現代コリア研究所（日本朝鮮研究所から改称）所長に就任。
  - 4月号より『朝鮮研究』は『現代コリア』に改題。
- 1996年、北朝鮮情勢について新潟市で講演。横田めぐみの拉致事案を地元関係者から聞き取り、水面下で情報を提供し始める[2][3]。
- 1998年、「北朝鮮に拉致された日本人を救出するための全国協議会（救う会）」会長。
- 2007年、『現代コリア』廃刊（11月）。インターネット・ウェブ上に活動を移す。
- 2008年、「救う会」会長辞任（名誉会長就任要請を拒否）。
- 2013年12月2日、肺炎のため逝去[4][5]。84歳没。

## 争論
2004年6月23日に兵本達吉が、会への寄付金1000万円を着服した疑いがあるとして、佐藤と（横領行為の証拠を隠滅したとして）西岡力副会長（現：会長代行）を刑事告発した。
兵本は「週刊新潮」（2004年7月29日号記事「灰色決着した救う会『1000万円』使途問題」）で次のように述べている。「私が監査人から聞いた話では、情報提供者とは韓国に亡命した北朝鮮の元工作員です。970万円は、500万円、170万円、300万円の3回に分けて支払われたそうです。しかし、1人の元工作員にそんな大金が渡っているとは信じられません」「500万円の一部は、元工作員がソウルに所有しているマンションのローンの返済に充てられたそうです。生活費も出していたとのことですが、いくら何でもやりすぎ。やっぱり、佐藤氏らが辻褄あわせをしたのではないか」。同記事によれば、肝心の佐藤は「取材は受けられない」と逃げるばかりだった。
佐藤は西岡、島田洋一、増元照明らがカンパ費で飲食しており、「救う会」「家族会（北朝鮮による拉致被害者家族連絡会）」で問題になっていると批判した。
佐藤によれば、西岡力（現「救う会」会長）は平田隆太郎事務局長とともに、横田滋元「家族会」代表、増元照明事務局長に身を寄せ、組織内部で佐藤の意見を抑えてきた、横田はNGOレインボーブリッヂの小坂浩彰としばしば飲食をし、運動の内部情報を小坂を通じて北に流しているとして激怒し、横田を家族会代表から更迭すべきと主張したが、西岡と平田は「そんなことはできない」と頑強に反対した。
佐藤は、西岡と平田が横田を辞めさせられないから、北に甘く見られるのは当然だと述べている

## 著書
- 『在日朝鮮人の諸問題』（同成社, 1971年）
- 『叢書現代のアジア・アフリカ. 4』（三省堂, 1971年）
- 『在日朝鮮人 : その差別と処遇の実態』（同成社, 1974年）
- 『わが体験的朝鮮問題』（東洋経済新報社, 1978年11月）
- 『社会党と北朝鮮との癒着』（自由民主党調査局政治資料研究会議, 1989年11月）
- 『在日韓国・朝鮮人に問う : 緊張から和解への構想』（亜紀書房, 1991年4月）ISBN 9784750591094
- 『崩壊する北朝鮮 : 日朝交渉急ぐべからず』（文春ネスコ, 1991年4月）ISBN 4890368167
- 『なぜ急ぐのか日朝交渉』（現代コリア研究所, 1991年11月）ISBN 9784750591216
- 『北朝鮮「恨（ハン）」の核戦略 : 世界一貧しい強国の論理』（光文社カッパ・ビジネス, 1993年7月）ISBN 4334012809
- 『北朝鮮の「今」がわかる本』（三笠書房, 1999年8月）ISBN 4837970516
  - 『北朝鮮の「今」がわかる本』（三笠書房・知的生きかた文庫, 2002年12月）ISBN 4837919995
- 『朝鮮情勢を読む』（晩聲社, 2000年10月）ISBN 4891883006
- 『日本外交はなぜ朝鮮半島に弱いのか』（草思社, 2002年3月）ISBN 4794210752
- 『北朝鮮による拉致を考える : 中学生・高校生に知ってほしいこと』（明成社, 2004年3月）ISBN 4944219261
- 『「秘話」で綴る私と朝鮮』（晩聲社、2014年4月）ISBN 4891883618

### 共著ほか
- 『日本の漁業と日韓条約』（寺尾五郎 共著、日本朝鮮研究所, 1965年）
- 『検証・北朝鮮―北朝鮮の全体像を読む』（関川夏央, 山田英雄, 坂田俊文, 塚本勝一共著、ジャプラン出版, 1992年6月）ISBN 9784915536182
- 『北朝鮮崩壊と日本 : アジア激変を読む』（長谷川慶太郎 共著、光文社カッパ・ビジネス, 1996年4月）ISBN 4334013120
- 『朝鮮半島―人と文化と政治』（尹学準, 筒井真樹子, 中村均, 野副伸一 共著、亜細亜大学アジア研究所, 1998年1月）ISBN 9784900521124
- 『北朝鮮が戦争を起こす5つの根拠』（池田菊敏, 荒木和博, 玉城素, 西岡力 共著、ベストセラーズ, 1998年12月）ISBN 4584183783
- 『朝鮮統一の戦慄 : 呑み込まれる韓国、日本の悪夢』（長谷川慶太郎 共著、光文社カッパ・ブックス, 2000年10月）ISBN 4334006906
- 『拉致家族「金正日との戦い」全軌跡』（編著、小学館文庫, 2002年12月）ISBN 4094028900
- 『イラク後の朝鮮半島 : 東アジアの新局面を探る』（野副伸一, 朱建栄, 恵谷治, 友田錫共著、亜細亜大学アジア研究所, 2004年3月）ISBN 4900521183

他多数。